# Stemme S10
|}

Stemme S10 là một loại tàu lượn do hãng Stemme AG chế tạo từ thập niên 1980.

## Biến thể
S10
S10VC
TG-11A

## Tính năng kỹ chiến thuật (S 10-VT)
Dữ liệu lấy từ Jane's All The World's Aircraft 2003–2004
Đặc tính tổng quan
- Kíp lái: 1
- Sức chứa: 1 hành khách
- Chiều dài: 8,42 m (27 ft 7 in)
- Sải cánh: 23,00 m (75 ft 6 in)
- Chiều cao: 1,80 m (5 ft 11 in)
- Diện tích cánh: 18,70 m2 (201,3 foot vuông)
- Tỉ số mặt cắt: 28.3
- Trọng lượng rỗng: 645 kg (1.422 lb)
- Trọng lượng có tải: 850 kg (1.874 lb)
- Động cơ: 1 × Rotax 914 F2/S1 , 84,6 kW (113,5 hp)
- Cánh quạt: 2-lá

Hiệu suất bay
- Vận tốc hành trình: 259 km/h (161 mph; 140 kn)
- Vận tốc tắt ngưỡng: 78 km/h (48 mph; 42 kn)
- Tốc độ không vượt quá: 270 km/h (168 mph; 146 kn)
- Tầm bay: 1.730 km (1.075 mi; 934 nmi)
- Trần bay: 9.140 m (29.987 ft)
- Số G giới hạn: +5,3/-2,65
- Hệ số bay lướt dài cực đại: 50
- Vận tốc lên cao: 4,0 m/s (790 ft/min)